# 石川県道225号木津横山停車場線
石川県道225号木津横山停車場線（いしかわけんどう225ごう きづよこやまていしゃじょうせん）とは、石川県かほく市内を通る一般県道（石川県道）である。

## 概要
- 起点：石川県かほく市木津ニ124番地先
- 終点：石川県かほく市横山井77番7地先（＝JR七尾線横山駅交点）

かほく市中央部（旧河北郡七塚町北部）を東西に結ぶ。起点のあるかほく市木津は、七塚地区内では最大の人口であり、木津海岸に面した防風林から河北砂丘上まで住宅が密集している。古くから漁業（イワシ漁）で盛え、現在は主に繊維工業が盛んで、沿道には大小さまざまな織物工場が立ち並んでいる。当県道は木津海岸に近い応現寺前が起点であり、木津の小字である中央町、本町、東旭町を西から東の方向へ進む。JR七尾線の木津踏切を渡ってすぐに北へ向きを変え、同線横山駅前へ至る。

## 現況
起点から国道159号と交わる木津交差点までの区間は、勾配の緩い坂道であり、これに沿うように商店が軒を連ねている。また住宅密集地であり、ところどころで小路と交わっているものの、見通しが悪い。特に、石川県道162号高松内灘線との交差点は信号機が設置されていないものの、交差点内を赤茶色に舗装し、双方からの交差点への視認性を強めている（当県道が優先道路となっている）。車道は全区間概ね両側1.5車線程度であり、センターラインがひかれていない。規格改良率は全体の9.5％（126m）である。これは通年、全区間車両通行可能な石川県道の中では著しく低い値である。また、全区間にわたって消雪パイプが設置されている。歩道は石川県道162号高松内灘線との交差点から東方へ20m程度整備されているのみである。
沿道には県道番号標識や管理者である石川県関係の標示物（デリニエーターなど）が立てられておらず、また当県道と接続する道路にも案内標識が設置されていないため、縮尺の小さい道路地図や住宅地図、あるいは石川県発行の県道関係資料などで意識しない限りは、他の市道と見分けがつきにくい。

## 歴史
- 1960年（昭和35年）10月15日：路線認定。

## 接続道路
- 石川県道162号高松内灘線（かほく市木津）
- 国道159号（国道249号と重複）（かほく市木津・木津交差点）
- 石川県道226号黒川横山線（かほく市横山・JR七尾線 木津踏切詰）

## 通過する自治体
- 石川県
  - かほく市

## バス路線
- かほく市福祉巡回バス
  - 北回りルート：横山駅前 - 木津東旭町 - 木津本町 - 石川県道162号高松内灘線交点
  - 海回りルート：石川県道162号高松内灘線交点 - 木津幼稚園前 - 起点交点
  - 他に中央ルートも横山駅前近辺を一部経由する。

## 周辺
- 木津海岸 - 木津海水浴場
- かほく市立七塚小学校
- 木津公園
- 木津郵便局
- 津幡警察署 木津駐在所
- 木津幼稚園
- 北國銀行 七塚支店
- JR七尾線 横山駅